# Liste der Biografien/Marz
Liste der Biografien |
Portal Biografien |
Personensuche
# |
A |
B |
C |
D |
E |
F |
G |
H |
I |
J |
K |
L |
M |
N |
O |
P |
Q |
R |
S |
T |
U |
V |
W |
X |
Y |
Z |
?
 
Ma |
Mb |
Mc |
Md |
Me |
Mf |
Mg |
Mh |
Mi |
Mj |
Mk |
Ml |
Mm |
Mn |
Mo |
Mp |
Mq |
Mr |
Ms |
Mt |
Mu |
Mv |
Mw |
Mx |
My |
Mz
 
Maa |
Mab |
Mac |
Mad |
Mae |
Maf |
Mag |
Mah |
Mai |
Maj |
Mak |
Mal |
Mam |
Man |
Mao |
Map |
Maq |
Mar |
Mas |
Mat |
Mau |
Mav |
Maw |
Max |
May |
Maz
 
Mara |
Marb |
Marc |
Mard |
Mare |
Marf |
Marg |
Marh |
Mari |
Marj |
Mark |
Marl |
Marm |
Marn |
Maro |
Marp |
Marq |
Marr |
Mars |
Mart |
Maru |
Marv |
Marw |
Marx |
Mary |
Marz
Die Liste der Biografien führt alle Personen auf, die in der deutschsprachigen Wikipedia einen Artikel haben. Dieses ist eine Teilliste mit 128 Einträgen von Personen, deren Namen mit den Buchstaben „Marz“ beginnt.

## Marz
- März, Andreas (* 1972), deutscher Politiker (CSU)
- März, Christoph (1867–1931), deutscher Geistlicher, Pfarrer in Eschfeld
- März, Christoph Michael (1956–2006), deutscher Altgermanist
- März, Claus-Peter (1947–2021), deutscher Theologe und Hochschullehrer
- März, Daniela (* 1971), deutsche SchauspielerinDaniela März (* 1971)

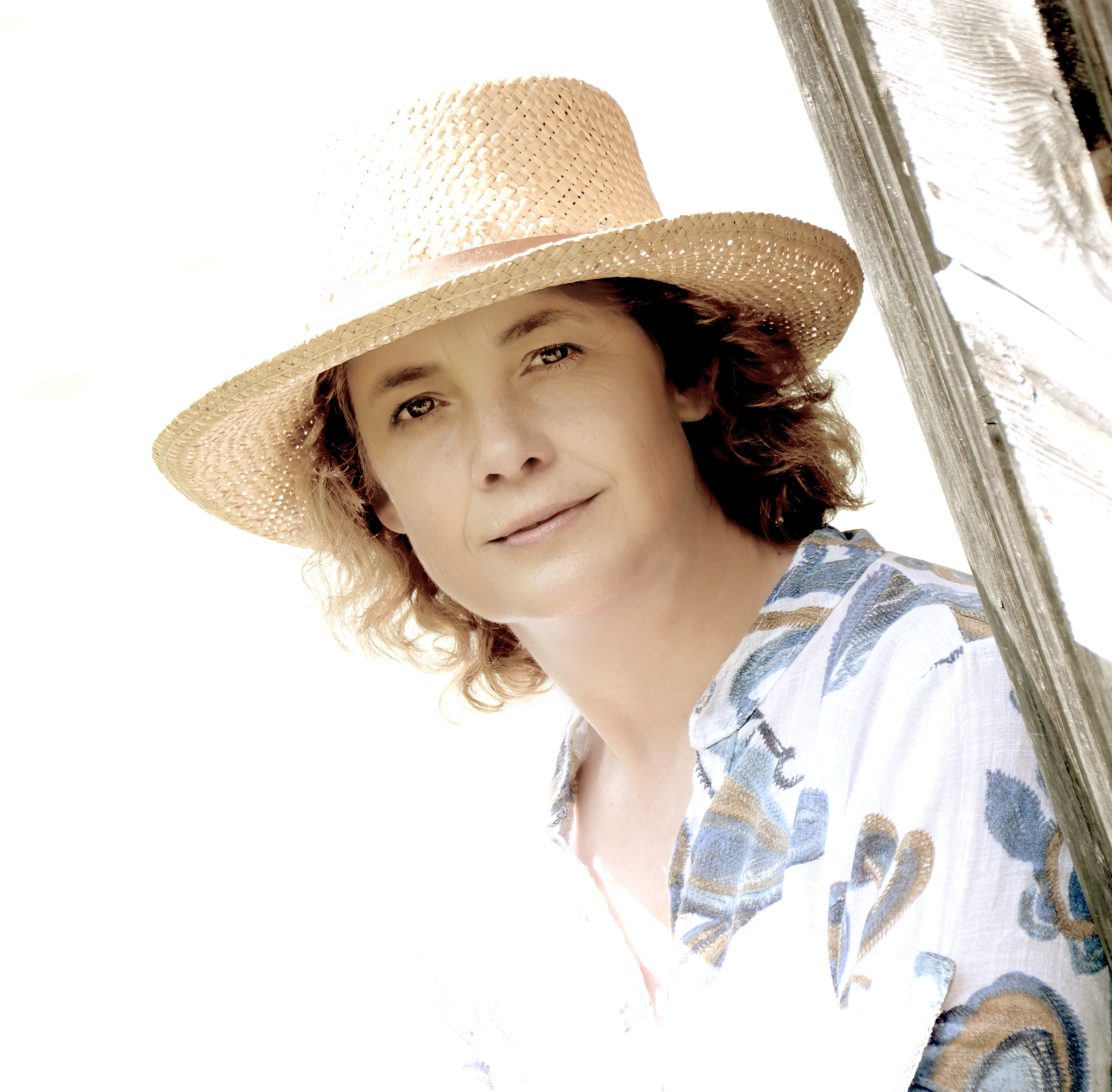
Daniela März (* 1971)

- März, Eduard (1908–1987), österreichischer Wirtschaftshistoriker
- März, Fritz (1927–2003), deutscher Sportfunktionär
- März, Heiko (* 1965), deutscher Fußballspieler und -trainer
- März, Jasper (* 1986), deutscher Musiker und Sänger
- Marz, Jonas (* 1989), deutscher Fußballspieler
- März, Josef (1892–1955), deutscher Geograph und Zeitungswissenschaftler
- März, Josef (1925–1988), deutscher Fleischunternehmer, Gründer von Marox
- Marz, Karl (1898–1977), deutscher Landwirt und Politiker (DemP, FDP)
- Marz, Karl Robert (1919–1977), österreichischer Komponist, Kapellmeister, Pianist und Übersetzer
- März, Leopold (1944–2025), österreichischer Biochemiker, Lebensmittelchemiker und Hochschullehrer
- März, Maike (* 1983), deutsche Handballspielerin
- Marz, Manja (* 1981), deutsche Bioinformatikerin, Hochschullehrerin und Go-Spielerin
- März, Peter (* 1952), deutscher Historiker, Leiter der Bayerischen Landeszentrale für politische Bildungsarbeit
- März, Rainer (* 1950), deutscher Kameramann, Regisseur und Drehbuchautor
- Marz, Rasim (* 1991), deutsch-türkischer Historiker und Publizist
- Marz, Reiner (* 1958), deutscher Politiker (Bündnis 90/Die Grünen), MdL
- März, Resi (* 1960), deutsche Leichtathletin
- März, Richard (* 1947), österreichischer Biochemiker
- März, Robert (1894–1979), deutscher Lehrer und Naturkundler
- März, Roland (1939–2020), deutscher Kunsthistoriker und Kurator
- Marz, Ron (* 1959), US-amerikanischer Comicautor
- März, Roswitha (* 1940), deutsche Mathematikerin und Hochschullehrerin
- März, Stefan (* 1980), deutscher Wissenschaftsmanager und Historiker
- März, Ursula (* 1957), deutsche Literaturwissenschaftlerin, Literaturkritikerin und JournalistinUrsula März (* 1957)

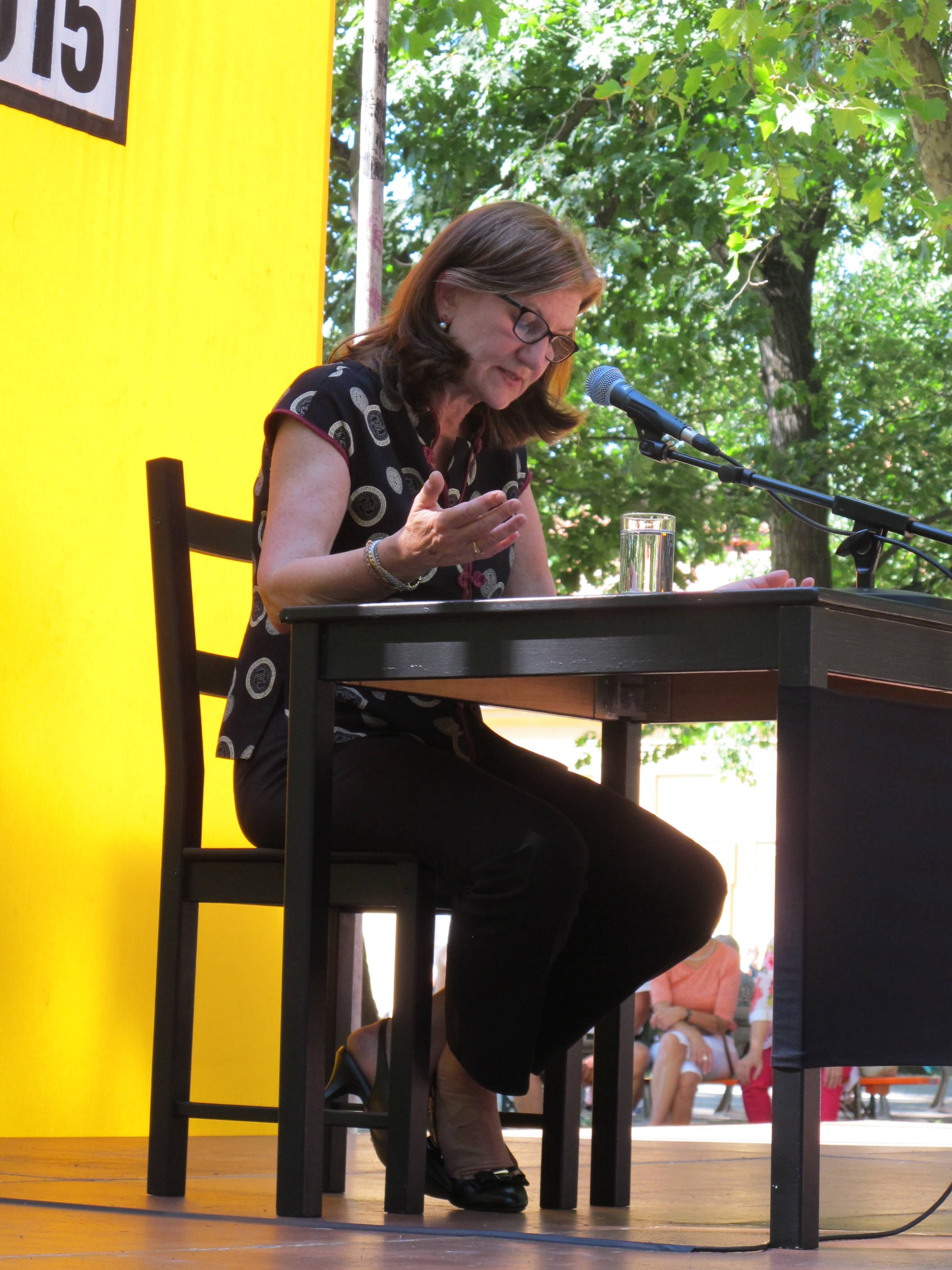
Ursula März (* 1957)

- März, Volker (* 1957), deutscher Künstler
- März, Winfried (* 1958), deutscher Mediziner
- März, Wolfgang (* 1955), deutscher Rechtswissenschaftler und Hochschullehrer

### Marza
- Mârza, Vasile (1902–1995), rumänischer Politiker (PCdR, PMR, PCR), Mediziner, Biologe und Hochschullehrer
- Marzahn, Joachim (* 1949), deutscher Altorientalist und Archäologe
- Marzahn, Willi (1944–1966), deutsches Todesopfer der Berliner Mauer
- Marzahn, Wolfgang (1911–1988), deutscher evangelischer Pastor und Autor
- Marzak, Nezha, marokkanische Speerwerferin
- Marzal, Carlos (* 1961), spanischer Lyriker, einer der ersten Vertreter der Erlebnispoesie
- Marzan, Fernando (* 1967), argentinischer Tangopianist
- Marzán, José (* 1966), US-amerikanischer Comiczeichner
- Marzano d’Aragona, Camilla, italienische Adelige
- Marzano, Donato (* 1956), italienischer Admiral
- Marzano, Giovanni Antonio (1399–1453), italienischer Adliger
- Marzano, Giovanni Francesco Marino (1420–1494), Fürst von Rossano
- Marzano, Goffredo, Condottiere, Kammerherr, Graf von Squillace
- Marzano, Marco (* 1980), italienischer Radrennfahrer
- Marzano, Marino (* 1926), italienischer Dokumentarfilmer
- Marzano, Michela (* 1970), italienische Philosophin, Hochschullehrerin und Politikerin, Mitglied der Camera dei deputati
- Marzano-Lesnevich, Alex (* 1977), US-amerikanische/r Schriftsteller/in
- Marzari Pencati, Giuseppe (1779–1836), italienischer Geologe und Botaniker
- Marzato, Anselmo (1557–1607), italienischer Kardinal und Kapuziner

### Marzb
- Marzban, Manouchehr (1911–2004), persischer Diplomat

### Marze
- Marzec, Szymon (* 1991), polnischer Eishockeyspieler
- Marzeion, Ben (* 1977), deutscher Klimawissenschaftler
- Marzel, Baruch (* 1959), israelischer PolitikerBaruch Marzel (* 1959)

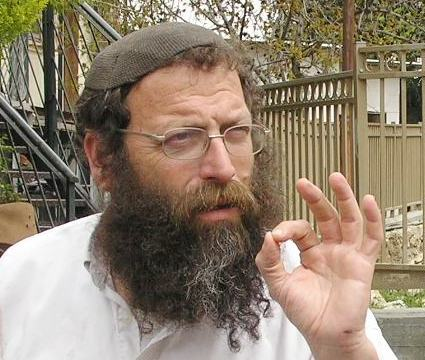
Baruch Marzel (* 1959)

- Marzell, Heinrich (1885–1970), deutscher Botaniker
- Marzen, Hans (1882–1924), preußischer Landrat
- Marzen, Philipp (* 1909), deutscher Jurist
- Märzendorfer, Claudia (* 1969), österreichische Bildhauerin
- Märzendorfer, Ernst (1921–2009), österreichischer Dirigent, Komponist und Musikforscher
- Marzenell, Gerald (* 1964), deutscher Tennisspieler und -trainer
- Marzenko, Nikolai (* 1993), russischer Automobilrennfahrer
- Marzett, LaRonn, US-amerikanischer Schauspieler, Kameramann, Filmeditor und Filmschaffender

### Marzh
- Märzheuser, Paul (1924–2007), deutscher Fußballfunktionär

### Marzi
- Marzi, Adalberto Domingos (1922–2001), italienischer Ordensgeistlicher, Prälat von Alto Solimões
- Marzi, Alina (* 1996), österreichische Moderatorin und Sportjournalistin
- Marzi, Christoph (* 1970), deutscher Schriftsteller
- Marzi, Gustavo (1908–1966), italienischer Florett- und Säbelfechter
- Marzi, Heinz (* 1947), deutscher Generalleutnant und Verbandsfunktionär
- Marzi, Marco (* 1977), deutscher Basketballfunktionär
- Marziale, Antonio (* 1997), US-amerikanischer Filmschauspieler
- Marziali, Jorge (1947–2017), argentinischer Cantautor
- Marzian, Herbert (1921–1988), deutscher Redakteur und Publizist
- Marzieh (1924–2010), iranische Sängerin persischer traditioneller Musik
- Marzik, Trude (1923–2016), österreichische Erzählerin und Lyrikerin
- Marzin, Madeleine (1908–1998), französische Politikerin (PCF), Mitglied der Nationalversammlung
- Marzin, Rudolph von († 1646), kursächsischer Generalfeldmarschall
- Marzin, Wolfgang (* 1963), deutscher ManagerWolfgang Marzin (* 1963)

Wolfgang Marzin (* 1963)

- Marzinek, Otto (1912–1986), deutscher Jurist und Medaillensammler
- Marziniak, Paul (1916–1978), deutscher Politiker (SPD), MdL
- Marzinkewitsch, Maxim Sergejewitsch (1984–2020), russischer Neonazi und VerbrecherMaxim Sergejewitsch Marzinkewitsch (1984–2020)

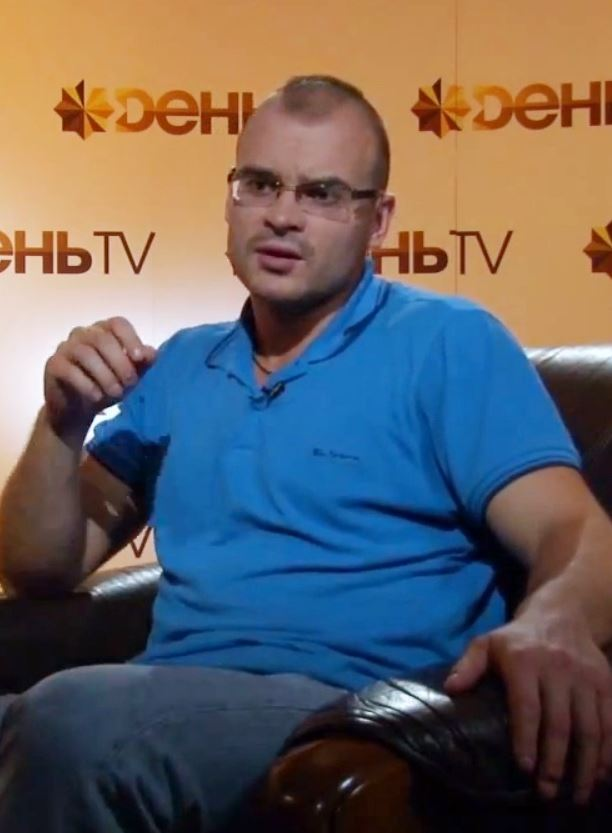
Maxim Sergejewitsch Marzinkewitsch (1984–2020)

- Marzinkowski, Joachim Michael (* 1949), deutscher Textil- und Umweltchemiker
- Marzinkowski, Peter (1939–2024), deutscher Spiritanerpater und römisch-katholischer Bischof von Alindao in der Zentralafrikanischen Republik
- Marzino, Dario (* 1996), Schweizer Fussballtorhüter
- Marzio, Galeotto († 1497), italienischer Humanist, Historiker, Arzt und Astronom
- Marzischewski-Drewes, Stefan (* 1965), deutscher Politiker (AfD), MdL
- Marziw, Witalij (* 1983), ukrainischer Skilangläufer

### Marzk
- Märzke, Eckart (* 1952), deutscher Fußballspieler und -trainer
- Marzke, Mary W. (1937–2020), US-amerikanische Anthropologin und Expertin für die Evolution der Hand des Menschen

### Marzl
- Marzluff, John (* 1958), US-amerikanischer Ornithologe und Ökologe

### Marzo
- Marzo, Daniela, deutsche Sprachwissenschaftlerin
- Marzo, Frankis Carol (* 1987), kubanisch-katarischer Handballspieler
- Marzo, Ramón Sáez (1940–2013), spanischer Radrennfahrer
- Marzoa, Ana (* 1949), argentinisch-spanische Schauspielerin
- Marzocchi de Bellucci, Numa (1846–1930), französischer Maler des Orientalismus
- Marzocchi, Leila (* 1959), italienische Autorin und Comiczeichnerin
- Marzocchi, Paolo (* 1971), italienischer Komponist und Konzertpianist
- Marzocchini, Ennio (1942–2011), italienischer Regisseur
- Marzok, Iljana (* 1986), deutsche Judoka
- Marzok, Willi (1946–2021), deutscher Fußballtorhüter
- Marzola, Michaela (* 1966), italienische Skirennläuferin
- Marzolff, Alfred (1867–1936), französischer Künstler, Bildhauer und Medailleur
- Marzoli, Dirce (* 1957), italienische Prähistorikerin, tätig in Spanien
- Marzoli, Nino (1938–2000), italienischer Ordensgeistlicher
- Marzoli, Ruggero (* 1976), italienischer Radrennfahrer
- Marzoli, Samuele (* 1984), italienischer Radfahrer
- Marzolini, Silvio (1940–2020), argentinischer Fußballspieler
- Marzolph, Ulrich (* 1953), deutscher Islamwissenschaftler
- Marzona, Egidio (* 1944), deutsch-italienischer Sammler und Mäzen
- Marzorati, Giuseppe (1818–1865), italienischer Priester, Bischof von Como
- Marzorati, Johann Wilhelm († 1870), deutscher Maler und Zeichenlehrer
- Marzorati, Pierluigi (* 1952), italienischer Basketballspieler
- Marzot, Vera (1931–2012), italienische Kostümbildnerin
- Marzotto Caotorta, Damiano (* 1944), italienischer römisch-katholischer Geistlicher
- Marzotto, Gianni (1928–2012), italienischer Autorennfahrer
- Marzotto, Matteo (* 1966), italienischer Unternehmer und Manager
- Marzotto, Paolo (1930–2020), italienischer Autorennfahrer und Unternehmer
- Marzotto, Umberto (1926–2018), italienischer Autorennfahrer
- Marzotto, Vittorio (1922–1999), italienischer Automobilrennfahrer
- Marzouk, Ahmed Fayez (* 1979), saudi-arabischer Weitspringer
- Marzouk, Faraj Saad (* 1961), katarischer Leichtathlet
- Marzouki, Moncef (* 1945), tunesischer Politiker und Mediziner
- Marzouq, Mubarak (* 1961), kuwaitischer Fußballspieler

### Marzu
- Marzuk, Mike (* 1969), deutscher Filmregisseur, Drehbuchautor, Musiker und FilmeditorMike Marzuk (* 1969)

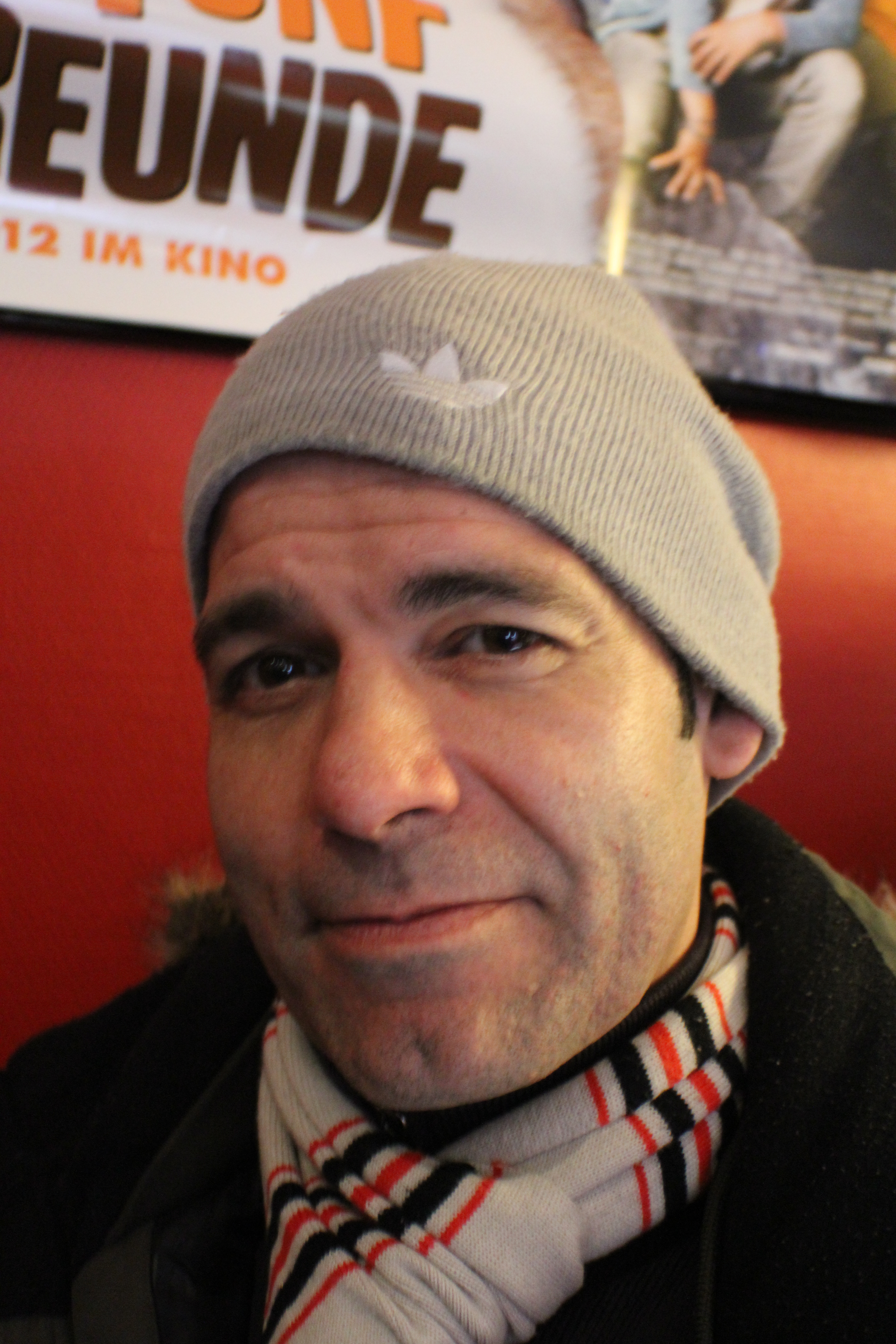
Mike Marzuk (* 1969)

- Marzuki, Nur Amirul Fakhruddin (* 1992), malaysischer Bahn- und Straßenradrennfahrer
- Marzulli, Guido (* 1943), italienischer Maler
- Marzullo, Gianluca (* 1991), deutsch-italienischer Fußballspieler und -trainer

### Marzw
- Marzwaladse, Otar (* 1984), georgischer Fußballspieler